# Mystery DX
Mystery DX (ミステリーDX?, Misuterī DX) era una rivista giapponese di manga shōjo edita dalla Kadokawa Shoten. Inizialmente pubblicata come edizione speciale di Asuka nel dicembre 1992, a partire dal gennaio 1993 è stata pubblicata come rivista mensile a sé stante, fino alla sospensione il 6 novembre 2003.
La rivista trattava tematiche  horror e thriller, a tratti poliziesche e riguardo l'occulto. Oltre che serie manga, sulla rivista veniva serializzati anche romanzi adattati da videogiochi e film.

## Manga elight novelpubblicate
- CLAMP
  - CLAMP Detective (1992)
  - Wish (1995)
  - CLAMP Gakuen kaikigenshō kenkyūkai jiken file (1997)
  - Mi piaci perché mi piaci (1999)
  - Lawful Drug (2001)
- Shio Sasahara
  - Devil Summoner: Soul Hackers (2003)
- Sumiko Amakawa
  - Cross (1996)